# رينا تكشيتا
رينا تكشيتا (باليابانية: 竹下玲奈؛ بالكانا: たけした れな) هي تارينتو وعارضة وممثلة يابانية، ولدت في 17 ديسمبر 1981 في أمامي أوشيما في اليابان.

## وصلات خارجية
- الموقع الرسمي